# Ar tonelico: Melody of Elemia
Ar tonelico: Melody of Elemia, in Giappone come Ar tonelico: Aru toneriko sekai no owari de utai tsuzukeru shōjo  (アルトネリコ世界の終わりで詩い続ける少女? lett. "La ragazza che canta alla fine del mondo") è un videogioco di ruolo per PlayStation 2  prodotto dalla Banpresto e dalla Gust. 

## Trama
La storia incomincia a Sol Ciel (ソル・シエール?), una regione fluttuante del pianeta di Ar Ciel. L'ambientazione del gioco è l'altissima torre di Ar tonelico e la storia tratta soprattutto della relazione tra umani e una razza artificiale chiamata Reyvateil (レーヴァテイル?).

## Distribuzione
La versione europea è stata distribuita da 505 Games il 22 maggio 2007. Tuttavia, il videogioco è stato distribuito in quantità veramente limitate soltanto in Francia, Italia e Spagna. Un sequel del gioco è stato distribuito in Giappone il 25 ottobre 2007, è stato distribuito il 20 gennaio 2009 negli Stati Uniti sotto il nome di Ar tonelico II: Melody of Metafalica. Un secondo sequel  è stato annunciato in Giappone il 28 gennaio 2010 e il 15 marzo 2011 nel Nord America, sotto il nome di Ar tonelico Qoga: Knell of Ar Ciel.